# Ortogonalitate
În matematică, ortogonalitatea, este o generalizare a perpendicularității. Înseamnă „în unghi drept”, și vine din grecescul ὀρθός orthos, care înseamnă drept și γωνία gonia, care înseamnă unghi. 

## Explicație
Formal, doi vectori {\displaystyle x} și {\displaystyle y} dintr-un spațiu cu produs scalar {\displaystyle V} sunt ortogonali dacă produsul lor scalar {\displaystyle \langle x,y\rangle } este zero. Această proprietate este scrisă {\displaystyle x\perp y}.
Două subspații vectoriale {\displaystyle A} și {\displaystyle B} din spațiul vectorial {\displaystyle V} se numesc subspații ortogonale dacă toți vectorii din {\displaystyle A} sunt ortogonali pe toți vectorii din {\displaystyle B}. Cel mai mare subspațiu ortogonal pe un subspațiu dat se numește complement ortogonal al respectivului subspațiu.
O transformare liniară {\displaystyle T:V\rightarrow V} se numește transformare liniară ortogonală dacă ea păstrează produsul scalar. Adică pentru toate perechile de vectori {\displaystyle x} și {\displaystyle y} din din spațiul cu produs scalar {\displaystyle V},
{\displaystyle \langle Tx,Ty\rangle =\langle x,y\rangle .}
Aceasta înseamnă că {\displaystyle T} păstrează unghiul între {\displaystyle x} și {\displaystyle y},
și că lungimile lui {\displaystyle Tx} și {\displaystyle x} sunt egale.
Termenul de normal este folosit adesea în locul celui de ortogonal, dar normal se poate referi și la versori. În particular, ortonormal înseamnă o colecție de vectori care sunt și ortogonali și normali (de lungime egală cu unitatea). Astfel, folosirea termenului normal cu sensul de orthogonal este adesea evitată.

## În spațiile vectoriale euclidiene
În spațiile euclidiene de două sau trei dimensiuni, doi vectori sunt ortogonali dacă produsul lor scalar este zero, adică fac un unghi de 90° sau π/2 radiani. Astfel, ortogonalitatea vectorilor este o generalizare a conceptului de perpendicular. În termenii subspațiilor euclidiene, complementul ortogonal al unei drepte este planul perpendicular pe el, și invers. Se observă însă ca nu există o corespondență în ce privește planele perpendiculare între ele, deoarece vectorii din subspații pornesc din origine.
În spațiul euclidian de 4 dimensiuni, complementul ortogonal al unei drepte este un hiperplan și invers, iar cel al unui plan este alt plan.
Unii vectori se numesc ortogonali doi câte doi dacă oricare dintre ei sunt ortogonali, iar o mulțime de astfel de vectori se numește mulțime ortogonală. O astfel de mulțime este mulțime ortonormală dacă toți vectorii acesteia sunt vectori unitate. Vectorii nenuli ortogonali doi câte doi sunt întotdeauna liniar independenți.

## Funcții ortogonale
Adesea se folosește următorul produs scalar între două funcții f și g:
{\displaystyle \langle f,g\rangle _{w}=\int _{a}^{b}f(x)g(x)w(x)\,dx.}
Se introduce aici o funcție pondere nenegativă {\displaystyle w(x)} în definirea produsului scalar.
Se spune că aceste funcții sunt ortogonale dacă acel produs scalar este zero:
{\displaystyle \int _{a}^{b}f(x)g(x)w(x)\,dx=0.}
Scriem normele în raport cu acest produs scalar și cu ponderea astfel
{\displaystyle ||f||_{w}={\sqrt {\langle f,f\rangle _{w}}}}
Membrii unei secvențe { fi : i = 1, 2, 3, ... } sunt:
- ortogonali dacă

{\displaystyle \langle f_{i},f_{j}\rangle =\int _{-\infty }^{\infty }f_{i}(x)f_{j}(x)w(x)\,dx=||f_{i}||^{2}\delta _{i,j}=||f_{j}||^{2}\delta _{i,j}}
- ortonormali dacă

{\displaystyle \langle f_{i},f_{j}\rangle =\int _{-\infty }^{\infty }f_{i}(x)f_{j}(x)w(x)\,dx=\delta _{i,j}}
unde
{\displaystyle \delta _{i,j}=\left\{{\begin{matrix}1&\mathrm {if} \ i=j\\0&\mathrm {if} \ i\neq j\end{matrix}}\right\}}
este Delta Kronecker. Cu alte cuvinte, oricare două funcții sunt ortogonale, și norma fiecăreia este 1 în cazul secvenței ortonormale.

## Exemple
- Vectorii (1, 3, 2), (3, −1, 0), (1/3, 1, −5/3) sunt ortogonali doi câte doi, pentru că (1)(3) + (3)(−1) + (2)(0) = 0, (3)(1/3) + (−1)(1) + (0)(−5/3) = 0, (1)(1/3) + (3)(1) − (2)(5/3) = 0. Se observă și că produsul scalar al vectorilor cu ei înșiși reprezintă normele acestor vectori, deci pentru a verifica ortogonalitatea, trebuie verificat doar produsul scalar cu ceilalți vectori.

- Vectorii (1, 0, 1, 0, ...)T și (0, 1, 0, 1, ...)T sunt ortogonali. Este evident că produsul scalar al celor doi vectori este 0. Putem apoi să facem generalizarea de a considera vectorii din Z2n:

{\displaystyle \mathbf {v} _{k}=\sum _{\begin{matrix}i=0\\ai+k<n\end{matrix}}^{n/a}\mathbf {e} _{i}}
pentru un întreg pozitiv a, și pentru 1 ≤ k ≤ a − 1, acești vectori sunt ortogonali, de exemplu (1, 0, 0, 1, 0, 0, 1, 0)T, (0, 1, 0, 0, 1, 0, 0, 1)T, (0, 0, 1, 0, 0, 1, 0, 0)T sunt ortogonali.
- Date fiind două funcții cuadratice 2t + 3 și 5t2 + t − 17/9. Aceste funcții sunt ortogonale în raport cu o funcție pondere unitate pe intervalul între −1 și 1. Produsul acestor două funcții este 10t3 + 17t2 − 7/9 t − 17/3, și acum,

{\displaystyle \int _{-1}^{1}\left(10t3+17t2-{7 \over 9}t-{17 \over 3}\right)\,dt=\left[{5 \over 2}t4+{17 \over 3}t3-{7 \over 18}t2-{17 \over 3}t\right]_{-1}^{1}}
{\displaystyle =\left({5 \over 2}(1)4+{17 \over 3}(1)3-{7 \over 18}(1)2-{17 \over 3}(1)\right)-\left({5 \over 2}(-1)4+{17 \over 3}(-1)3-{7 \over 18}(-1)2-{17 \over 3}(-1)\right)}
{\displaystyle ={19 \over 9}-{19 \over 9}=0.}
- Funcțiile 1, sin(nx), cos(nx) : n = 1, 2, 3, ... sunt ortogonale în raport cu măsura Lebesgue a intervalului între 0 și 2π. Acest fapt este unul de bază pentru teoria seriilor Fourier.

- Diferite secvențe polinomiale se numesc polinoame ortogonale. În particular:
  - Polinoamele Hermite sunt ortogonale în raport cu distribuția normală cu valoarea așteptată 0.
  - Polinoamele Legendre sunt ortogonale în raport cu distribuția uniformă pe intervalul dintre −1 și 1.
  - Polinoamele Laguerre sunt ortogonale în raport cu distribuția exponențială. Unele polinoame Laguerre cumva mai generale sunt secvențe de polinoame ortogonale în raport cu distribuțiile gama.
  - Polinoamele Cebîșev de speța întâi sunt ortogonale față de măsura {\displaystyle 1/{\sqrt {1-x2}}.}
  - Polinoamele Cebîșev de speța a doua sunt ortogonale în raport cu distribuția semicirculară Wigner.

- În mecanica cuantică, două stări proprii ale unei funcții de undă, {\displaystyle \psi _{m}} și {\displaystyle \psi _{n}}, sunt ortogonale dacă corespund unor valori proprii diferite. Aceasta înseamnă, în notația Dirac, că {\displaystyle \langle \psi _{m}|\psi _{n}\rangle =0} dacă {\displaystyle \psi _{m}} și {\displaystyle \psi _{n}} nu corespund aceleiași valori proprii.

## Alte înțelesuri
Din utilizarea inițială din matematică, au fost derivate alte sensuri posibile ale cuvântului ortogonal.

### Artă
În artă, liniile perspective imaginate care merg spre punctul de dispariție se numesc 'linii ortogonale'.

### Informatică
Ortogonalitatea este o proprietate a proiectării sistemelor care facilitează fezabilitatea și compactitatea unor proiecte complexe. Ortogonalitatea garantează că modificarea efectului tehnic produs de o componentă a unui sistem nici nu creează, nici nu propagă efecte secundare în alte componente ale sistemului. Comportamentul rezultat al unui sistem care constă din mai multe componente trebuie să fie controlat doar de definițiile formale ale logicii sale și nu de efecte secundare rezultate din slaba integrare, adică dintr-un design neortogonal al modulelor și interfețelor. Ortogonalitatea reduce timpii de testare și dezvoltare deoarece este mai ușor să se verifice structuri care nu cauzează nu depind de efecte secundare efecte secundare.
De exemplu, o mașină are componente și controale ortogonale (adică accelerarea nu impactează asupra a nimic altceva în afara componentelor implicate exclusiv în funcția de accelerare). Pe de altă parte, un design neortogonal ar putea cauza influența direcției asupra frânării, sau a vitezei asupra suspensiilor. În consecință, această utilizare este văzută ca fiind derivată din utilizarea termenului ortogonal în matematică: Se poate proiecta un vector pe un subspațiu proiectându-l pe fiecare membru al unei mulțimi de vectori din bază separat și adunând proiecțiile dacă și numai dacă vectorii din bază sunt ortogonali doi câte doi.
Un set de instrucțiuni se numește ortogonal dacă orice instrucțiune poate folosi orice registru în orice mod de adresare. Această terminologie rezultă din considerarea unei instrucțiuni ca un vector ale cărui componente sunt câmpurile instrucțiunii. Un câmp identifică regiștrii pe care se operează, și altul specifică modul de adresare. Un set de instrucțiuni ortogonale codifică în mod unic toate combinațiile de regiștri și moduri de adresare.

### Comunicații radio
În radiocomunicații, schemele de acces multiplu sunt ortogonale când un receptor ideal poate respinge complet semnale nedorite arbitrar de puternice folosind funcții de bază diferite de semnalul dorit. O astfel de schemă este TDMA, unde funcțiile de bază ortogonale sunt impulsuri triunghiulare care nu se suprapun ("cuante de timp").
O altă schemă este OFDM, care se referă la utilizarea de către un singur transmițător, a unui set de semnale multiplexate în frecvență cu spațierea de frecvență minimă exactă necesară pentru a le face ortogonale, astfel încât să nu se influențeze reciproc. Exemple celebre includ 802.11 Wi-Fi; DVB-T, sistemul de difuzare terestră a televiziunii digitale folosit în toată lumea mai puțin America de Nord, și DMT, forma standard de ADSL.

### Taxonomie
În taxonomie, o clasificare ortogonală este una în care nici un element nu e membru al mai mult decât unui grup, adică clasificările sunt exclusive reciproc.

### Chimie
În chimie, protecția ortogonală este o strategie ce permite deprotejarea grupurilor funcționale independent unul de celălalt.